# Parafia Matki Bożej Królowej Polski w Darominie
Parafia Matki Bożej Królowej Polski w Darominie – parafia rzymskokatolicka, znajdująca się w diecezji sandomierskiej, w dekanacie Sandomierz.